# Doc Rivers
Glenn Anton Rivers, detto Doc (Chicago, 13 ottobre 1961), è un ex cestista, allenatore di pallacanestro e dirigente sportivo statunitense, di ruolo playmaker, tecnico dei Milwaukee Bucks.
È il nipote di Jim Brewer e il padre di Austin Rivers.

## Carriera

### Giocatore

#### High school e college
Rivers, quando era alla Proviso East High School, nell'area metropolitana di Chicago, venne selezionato per giocare il McDonald's All-American Game. Frequentò poi la Marquette University per tre anni, durante i quali giocò per la squadra di basket dei Golden Eagles e partecipò ai Campionati Mondiali del 1982 in Colombia, dove in finale sbagliò il tiro che avrebbe permesso agli Stati Uniti di vincere il titolo.

#### NBA
Dopo gli anni trascorsi all'università si dichiarò eleggibile al Draft NBA 1983, venendo chiamato nel secondo giro, alla scelta numero 31, dagli Atlanta Hawks. Trascorse ad Atlanta le prime sette stagioni, partendo sempre titolare e portando la squadra, assieme all'altra stella Dominique Wilkins, ad ottenere grandi successi durante la stagione. Terminò la stagione 1986-87 con una doppia-doppia di media: 12,8 punti e 10 assist per partita.
Rivers venne poi ceduto ai Los Angeles Clippers nel 1991, con cui trascorse una sola stagione. Passò poi ai New York Knicks, dove rimase per due stagioni, arrivando nella seconda in finale persa a gara-7 contro gli Houston Rockets, e terminò la sua carriera da giocatore nel 1996, come membro dei San Antonio Spurs.

### Allenatore

#### Orlando Magic (1999–2003)
Rivers iniziò la sua carriera da allenatore con gli Orlando Magic nel 1999, rimanendovi per quattro stagioni, fino al 2003. Vinse il premio di allenatore dell'anno nel 2000, quando condusse i Magic, considerati quell'anno come l'ultima squadra della Lega dopo la cessione di Shaquille O'Neal e Dennis Scott, al nono posto nella Eastern Conference, mancando per un soffio i play-off.
Raggiunse invece i play-off nei tre anni successivi, non riuscendo però mai ad andare oltre il primo turno. Venne licenziato nel 2003, dopo un disastroso inizio di stagione, in cui collezionò una vittoria e dieci sconfitte. Terminò la sua esperienza da allenatore ai Magic con un record vicino al 50%, con 171 vittorie e 168 sconfitte.

#### Boston Celtics (2004–2013)
Dopo aver passato un anno come commentatore NBA per l'emittente ABC (fu la voce delle Finali NBA del 2004), il 29 aprile del 2004 venne chiamato dai Boston Celtics per ricoprire il ruolo di capo allenatore, diventando così il sedicesimo allenatore nella storia della franchigia. Terminò la sua prima stagione con un record positivo (45 vittorie e 37 sconfitte), ma lo peggiorò nelle successive due, ottenendo 33 vittorie e 49 sconfitte nel 2005-06 e 24 vittorie e 58 sconfitte nel 2006-07 (secondo peggior record della NBA).
L'anno successivo, complice l'arrivo di Kevin Garnett e Ray Allen, terminò la stagione con il miglior record della Lega (66 vittorie e 16 sconfitte) e venne anche chiamato ad allenare la Eastern Conference durante l'NBA All-Star Weekend 2008 a New Orleans, avendo la miglior percentuale di vittorie nella Eastern Conference.
Nell'arco di questa stagione ottenne per tre volte il premio di miglior allenatore del mese (ottobre, marzo e aprile), diventando l'unico allenatore dei Celtics ad aver vinto il premio per tre volte da quando questo venne istituito nel 1982-83. Il 17 giugno 2008 Rivers vinse il suo primo titolo NBA da allenatore, stabilendo il record di maggior numero di partite giocate nella post-season, con 26. Memorabile il bagno di Gatorade che gli riservò Paul Pierce al termine della gara-6 vinta contro i Lakers che gli valse il titolo.
Annunciò il suo abbandono dopo la stagione 2009-10, nella quale aveva sfiorato un altro titolo perso solo a gara-7 contro i giallo-viola, per poter passare più tempo con la famiglia ad Orlando, ma successivamente cambiò idea e decise di restare anche per la stagione 2010-11, come stabiliva il suo contratto. Il 13 maggio 2011, dopo molte voci che insistevano su un suo ritiro, ESPN riportò la notizia che Rivers avesse accettato un'estensione di contratto con i Celtics per altri 5 anni, a 35 milioni di dollari totali. Al termine della stagione 2011-12 venne criticato molto per alcune sue scelte riguardo alla gestione di Ray Allen, che spinsero il giocatore a lasciare Boston.

#### Los Angeles Clippers (2013-2020)
Il 24 giugno 2013 Doc è diventato Head Coach dei Los Angeles Clippers, firmando un contratto triennale da 21 milioni di dollari.

#### Philadelphia 76ers (2020-2023)
Nell'estate 2020 i Philadelphia 76ers annunciano di aver scelto Rivers come capo allenatore della franchigia della Pennsylvania. Nella sua prima stagione ai Sixers arriva primo nella Regular Season in Eastern Conference, perdendo però alle semifinali di Conference contro gli Atlanta Hawks.

## Vita privata
Vive a Orlando, in Florida, con sua moglie Kristen e i loro quattro figli, Jeremiah, Callie, Austin e Spencer.
Il suo primogenito Jeremiah ha frequentato la Georgetown University, giocando nella squadra di basket, prima di trasferirsi alla Indiana University, sua figlia Callie ha giocato a pallavolo alla University of Florida, Austin ha frequentato la Duke University prima di venir selezionato come decima scelta assoluta al Draft NBA 2012 dai New Orleans Hornets. Il figlio più piccolo frequenta ancora la Winter Park High School, giocando nella squadra di basket dei Wildcats.
Rivers è il nipote dell'ex giocatore NBA Jim Brewer ed il cugino dell'ex guardia NBA Byron Irvin e dell'ex giocatore MLB Ken Singleton. Il soprannome Doc gli venne dato dall'aiuto-allenatore della squadra di basket della Marquette University Rick Majerus quando vide che Rivers, in un camp estivo, indossava la maglietta di Doctor J.

## Palmarès

### Giocatore
- McDonald's All-American Game (1980)
- NBA All-Star (1988)
- FIBA World Cup All-Tournament Teams: 1

1982
- Quarantesimo miglior giocatore per palle rubate di sempre NBA

### Allenatore
- Campionato NBA: 1

Boston Celtics: 2008
- NBA Coach of the Year (2000)
- Allenatore all'NBA All-Star Game (2008, 2011)
- Inserito tra i 15 Greatest Coaches in NBA History nel 2022

## Statistiche

### Giocatore

#### NCAA
| Anno      | Squadra             | PG | PT | MP | TC%  | 3P% | TL%  | RP  | AP  | PRP | SP  | PP   |
| --------- | ------------------- | -- | -- | -- | ---- | --- | ---- | --- | --- | --- | --- | ---- |
| 1980-1981 | Marquette G. Eagles | 31 | -  | -  | 55,3 | -   | 58,8 | 3,2 | 3,6 | 2,0 | 0,2 | 14,0 |
| 1981-1982 | Marquette G. Eagles | 29 | -  | -  | 45,3 | -   | 64,8 | 3,4 | 5,9 | 2,2 | 0,8 | 14,3 |
| 1982-1983 | Marquette G. Eagles | 29 | -  | -  | 43,7 | -   | 61,1 | 3,2 | 4,3 | 2,7 | 0,5 | 13,2 |
| Carriera  | Carriera            | 89 | -  | -  | 47,8 | -   | 61,5 | 3,3 | 4,6 | 2,3 | 0,5 | 13,9 |

### NBA

#### Regular Season
| Anno          | Squadra           | PG  | PT  | MP   | TC%  | 3P%  | TL%  | RP  | AP   | PRP | SP  | PP   |
| ------------- | ----------------- | --- | --- | ---- | ---- | ---- | ---- | --- | ---- | --- | --- | ---- |
| 1983-1984     | Atlanta Hawks     | 81  | 47  | 23,9 | 46,2 | 16,7 | 78,5 | 2,7 | 3,9  | 1,6 | 0,4 | 9,3  |
| 1984-1985     | Atlanta Hawks     | 69  | 58  | 30,8 | 47,6 | 41,7 | 77,0 | 3,1 | 5,9  | 2,4 | 0,8 | 14,1 |
| 1985-1986     | Atlanta Hawks     | 53  | 50  | 29,6 | 47,4 | 0,0  | 60,8 | 3,1 | 8,4  | 2,3 | 0,2 | 11,5 |
| 1986-1987     | Atlanta Hawks     | 82  | 82  | 31,6 | 45,1 | 19,0 | 82,8 | 3,6 | 10,0 | 2,1 | 0,4 | 12,8 |
| 1987-1988     | Atlanta Hawks     | 80  | 80  | 31,3 | 45,3 | 27,3 | 75,8 | 4,6 | 9,3  | 1,8 | 0,5 | 14,2 |
| 1988-1989     | Atlanta Hawks     | 76  | 76  | 32,4 | 45,5 | 34,7 | 86,1 | 3,8 | 6,9  | 2,4 | 0,5 | 13,6 |
| 1989-1990     | Atlanta Hawks     | 48  | 44  | 31,8 | 45,4 | 36,4 | 81,2 | 4,2 | 5,5  | 2,4 | 0,5 | 12,5 |
| 1990-1991     | Atlanta Hawks     | 79  | 79  | 32,7 | 43,5 | 33,6 | 84,4 | 3,2 | 4,3  | 1,9 | 0,6 | 15,2 |
| 1991-1992     | L.A. Clippers     | 59  | 25  | 28,1 | 42,4 | 28,3 | 83,2 | 2,5 | 3,9  | 1,9 | 0,3 | 10,9 |
| 1992-1993     | N.Y. Knicks       | 77  | 45  | 24,5 | 43,7 | 31,7 | 82,1 | 2,5 | 5,3  | 1,6 | 0,1 | 7,8  |
| 1993-1994     | N.Y. Knicks       | 19  | 19  | 26,3 | 43,3 | 36,5 | 63,6 | 2,1 | 5,3  | 1,3 | 0,3 | 7,5  |
| 1994-1995     | N.Y. Knicks       | 3   | 0   | 15,7 | 30,8 | 60,0 | 72,7 | 3,0 | 2,7  | 1,3 | 0,0 | 6,3  |
| 1994-1995     | San Antonio Spurs | 60  | 0   | 15,7 | 36,0 | 34,4 | 73,2 | 1,7 | 2,6  | 1,0 | 0,4 | 5,0  |
| 1995-1996     | San Antonio Spurs | 78  | 0   | 15,8 | 37,2 | 34,3 | 75,0 | 1,8 | 1,6  | 0,9 | 0,3 | 4,0  |
| Carriera      | Carriera          | 864 | 605 | 27,3 | 44,4 | 32,8 | 78,4 | 3,0 | 5,7  | 1,8 | 0,4 | 10,9 |
| All-Star Game | All-Star Game     | 1   | 0   | 16,0 | 50,0 | -    | 45,5 | 3,0 | 6,0  | 0,0 | 0,0 | 9,0  |

##### Play-off
| Anno     | Squadra           | PG | PT | MP   | TC%  | 3P%  | TL%  | RP  | AP   | PRP | SP  | PP   |
| -------- | ----------------- | -- | -- | ---- | ---- | ---- | ---- | --- | ---- | --- | --- | ---- |
| 1984     | Atlanta Hawks     | 5  | 4  | 26,0 | 50,0 | 0,0  | 87,8 | 2,0 | 3,2  | 2,4 | 0,8 | 13,6 |
| 1986     | Atlanta Hawks     | 9  | 9  | 29,1 | 43,5 | 50,0 | 73,8 | 4,7 | 8,7  | 2,0 | 0,0 | 12,7 |
| 1987     | Atlanta Hawks     | 8  | 8  | 30,6 | 38,3 | 9,0  | 50,0 | 3,4 | 11,3 | 1,1 | 0,4 | 7,8  |
| 1988     | Atlanta Hawks     | 12 | 12 | 34,1 | 51,1 | 31,8 | 90,7 | 4,9 | 9,6  | 2,1 | 0,2 | 15,7 |
| 1989     | Atlanta Hawks     | 5  | 5  | 38,2 | 38,6 | 31,6 | 70,8 | 4,8 | 6,8  | 1,4 | 0,4 | 13,4 |
| 1991     | Atlanta Hawks     | 5  | 5  | 34,6 | 46,9 | 9,1  | 89,5 | 4,0 | 3,0  | 1,0 | 0,4 | 15,6 |
| 1992     | L.A. Clippers     | 5  | 4  | 37,4 | 44,6 | 50,0 | 81,5 | 3,8 | 4,2  | 1,2 | 0,0 | 15,2 |
| 1993     | N.Y. Knicks       | 15 | 15 | 30,5 | 45,3 | 35,5 | 76,7 | 2,6 | 5,7  | 1,9 | 0,1 | 10,2 |
| 1995     | San Antonio Spurs | 15 | 0  | 21,2 | 38,9 | 37,0 | 83,9 | 1,9 | 1,6  | 0,9 | 0,6 | 7,8  |
| 1996     | San Antonio Spurs | 2  | 0  | 10,0 | 33,3 | 50,0 | 0,0  | 0,5 | 0,0  | 0,0 | 0,0 | 1,5  |
| Carriera | Carriera          | 81 | 62 | 29,5 | 44,6 | 33,8 | 76,7 | 3,3 | 5,9  | 1,5 | 0,3 | 11,4 |

##### Massimi in carriera
- Massimo di punti: 37 vs Seattle Supersonics (4 febbraio 1988)[5]
- Massimo di rimbalzi: 14 vs Chicago Bulls (29 dicembre 1987)
- Massimo di assist: 22 vs Boston Celtics (16 maggio 1988)
- Massimo di palle rubate: 9 vs Phoenix Suns (6 novembre 1991)
- Massimo di stoppate: 3 (9 volte)
- Massimo di minuti giocati: 48 vs Charlotte Hornets (2 gennaio 1992)

### Allenatore
| Stagione | Squadra            | Regular Season | Regular Season | Regular Season | Regular Season | Regular Season          | Post Season                                               |
| Stagione | Squadra            | V              | P              | % V            | G              | Posizione finale        | Post Season                                               |
| -------- | ------------------ | -------------- | -------------- | -------------- | -------------- | ----------------------- | --------------------------------------------------------- |
| 1999-00  | Orlando Magic      | 41             | 41             | 50,0           | 82             | 4º in Atlantic Division | Manca i play-off                                          |
| 2000-01  | Orlando Magic      | 43             | 39             | 52,4           | 82             | 4º in Atlantic Division | Sconfitto al Primo Round dai Bucks (1-3)                  |
| 2001-02  | Orlando Magic      | 44             | 38             | 53,7           | 82             | 3º in Atlantic Division | Sconfitto al Primo Round dagli Hornets (1-3)              |
| 2002-03  | Orlando Magic      | 42             | 40             | 51,2           | 82             | 4º in Atlantic Division | Sconfitto al Primo Round dai Pistons (3-4)                |
| 2003-04  | Orlando Magic      | 1              | 10             | 9,1            | 11             | -                       | -                                                         |
| 2004-05  | Boston Celtics     | 45             | 37             | 54,9           | 82             | 1º in Atlantic Division | Sconfitto al Primo Round dai Pacers (3-4)                 |
| 2005-06  | Boston Celtics     | 33             | 49             | 40,2           | 82             | 3º in Atlantic Division | Manca i play-off                                          |
| 2006-07  | Boston Celtics     | 24             | 58             | 29,3           | 82             | 5º in Atlantic Division | Manca i play-off                                          |
| 2007-08  | Boston Celtics     | 66             | 16             | 80,5           | 82             | 1º in Atlantic Division | Campione NBA                                              |
| 2008-09  | Boston Celtics     | 62             | 20             | 75,6           | 82             | 1º in Atlantic Division | Sconfitto alle Semifinali di Conference dai Magic (3-4)   |
| 2009-10  | Boston Celtics     | 50             | 32             | 61,0           | 82             | 1º in Atlantic Division | Sconfitto alle NBA Finals dai Lakers (3-4)                |
| 2010-11  | Boston Celtics     | 56             | 26             | 68,3           | 82             | 1º in Atlantic Division | Sconfitto al Secondo Round dagli Heat (1-4)               |
| 2011-12  | Boston Celtics     | 39             | 27             | 59,1           | 66             | 1º in Atlantic Division | Sconfitto alle Finali di Conference dagli Heat (3-4)      |
| 2012-13  | Boston Celtics     | 41             | 40             | 50,6           | 81             | 3º in Atlantic Division | Sconfitto al Primo Round dai Knicks (2-4)                 |
| 2013-14  | L.A. Clippers      | 57             | 25             | 69,5           | 82             | 1º in Pacific Division  | Sconfitto alle Semifinali di Conference dai Thunder (2-4) |
| 2014-15  | L.A. Clippers      | 56             | 26             | 68,3           | 82             | 2º in Pacific Division  | Sconfitto alle Semifinali di Conference dai Rockets (3-4) |
| 2015-16  | L.A. Clippers      | 53             | 29             | 64,6           | 82             | 2º in Pacific Division  | Sconfitto al Primo Round dai Blazers (2-4)                |
| 2016-17  | L.A. Clippers      | 51             | 31             | 62,2           | 82             | 2º in Pacific Division  | Sconfitto al Primo Round dai Jazz (3-4)                   |
| 2017-18  | L.A. Clippers      | 42             | 40             | 51,2           | 82             | 2º in Pacific Division  | Manca i play-off                                          |
| 2018-19  | L.A. Clippers      | 48             | 34             | 56,8           | 82             | 2º in Pacific Division  | Sconfitto al Primo Round dai Warriors (4-2)               |
| 2019-20  | L.A. Clippers      | 49             | 23             | 68,1           | 72             | 2º in Pacific Division  | Sconfitto alle Semifinali di Conference dai Nuggets (3-4) |
| 2020-21  | Philadelphia 76ers | 49             | 23             | 68,1           | 72             | 1º in Atlantic Division | Sconfitto alle Semifinali di Conference dagli Hawks (3-4) |
| 2021-22  | Philadelphia 76ers | 51             | 31             | 62,2           | 82             | 2º in Atlantic Division | Sconfitto alle Semifinali di Conference dagli Heat (2-4)  |
| 2022-23  | Philadelphia 76ers | 54             | 28             | 65,9           | 82             | 2º in Atlantic Division | Sconfitto alle Semifinali di Conference dai Celtics (3-4) |
| 2023-24  | Milwaukee Bucks    | 17             | 19             | 47,2           | 36             | 1º in Central Division  | Sconfitto al Primo Round dai Pacers (2-4)                 |
|          | Carriera           | 1114           | 782            | 58,8           | 1896           |                         |                                                           |